# Szuttarna III
Szuttarna III, Sutarna III (przypuszczalnie z sansykr. su-dharana „on, który podtrzymuje studnię”) – król Mitanni, który rządził bardzo krótki okres około 1350 r. p.n.e. Był synem Artatamy II, uzurpatora do tronu po śmierci króla Tuszratty. Zabiegał o pomoc u Asyryjczyków, jednak został pokonany, gdy hetycka armia w trakcie najazdu na Mitanni maszerowała w kierunku stolicy. Ostatecznie królem został Szattiwaza.